# 타나카 카즈나리
타나카 카즈나리(일본어: 田中一成, 1967년 4월 8일 ~ 2016년 10월 10일)는 일본의 남자 성우다.
2016년 10월 10일 뇌간출혈로 작고하였다. 향년 50세
허스키한 독특하고도 기억에 남는 목소리로 당시 연기하던 '하이큐!!'를 보던 독자분들은 슬픔을 감추지 못하였다.
그 후 다른 성우분께서 연기해주셨지만 타나카 카즈나리 성우님의 목소리로 명대사를 들을 수 없다는 것에 많은 아쉬움과 그리움이 남았다.

## 출연 작품
1993년
- 검용전설 야이바(게로타 게로자에몽)

1994년
- 진권전설 타이트로드(이리아 오를로프)
- 마멀레이드 보이(로쿠탄다 츠토무)

1996년
- 지옥선생 누베(키무라 카츠야)

1999년
- 턴에이 건담(브루노)
- 봉신연의(황비호)

2002년
- 건방진 천사(후지키 이치로)

2003년
- 금색의 갓슈벨!!(야마나카)
- 에어 마스터(야시키 슌)
- 플라네테스(호시노 하치로타)

2005년
- 트랜스포머 사이버트론(썬더크래커)

2006년
- 코드기어스 반역의 를르슈(타마키 신이치로)

2007년
- 로켓걸(야스카와 하루유키)

2008년
- 명탐정 코난(토라다 시게츠구)

2012년
- 브레이브 10(미요시 세이카이)
- 원피스(만보시)

2016년
하이큐(우카이 케이신)

### OVA
2006년
- 프리덤(드로와)